# أسل مائل
أسل مائل (الاسم العلمي: Juncus obliquus) نوع نباتي يتبع جنس الأسل وينتمي إلى الفصيلة الأسلية.